# Erendiz Atasü
 (juillet 2024).
La mise en forme du texte ne suit pas les recommandations de Wikipédia : il faut le « wikifier ».
Les points d'amélioration suivants sont les cas les plus fréquents. Le détail des points à revoir est peut-être précisé sur la page de discussion.
- Les titres sont pré-formatés par le logiciel. Ils ne sont ni en capitales, ni en gras.
- Le texte ne doit pas être écrit en capitales (les noms de famille non plus), ni en gras, ni en italique, ni en « petit »…
- Le gras n'est utilisé que pour surligner le titre de l'article dans l'introduction, une seule fois.
- L'italique est rarement utilisé : mots en langue étrangère, titres d'œuvres, noms de bateaux, etc.
- Les citations ne sont pas en italique mais en corps de texte normal. Elles sont entourées par des guillemets français : « et ».
- Les listes à puces sont à éviter, des paragraphes rédigés étant largement préférés. Les tableaux sont à réserver à la présentation de données structurées (résultats, etc.).
- Les appels de note de bas de page (petits chiffres en exposant, introduits par l'outil «  Source ») sont à placer entre la fin de phrase et le point final[comme ça].
- Les liens internes (vers d'autres articles de Wikipédia) sont à choisir avec parcimonie. Créez des liens vers des articles approfondissant le sujet. Les termes génériques sans rapport avec le sujet sont à éviter, ainsi que les répétitions de liens vers un même terme.
- Les liens externes sont à placer uniquement dans une section « Liens externes », à la fin de l'article. Ces liens sont à choisir avec parcimonie suivant les règles définies. Si un lien sert de source à l'article, son insertion dans le texte est à faire par les notes de bas de page.
- La présentation des références doit suivre les conventions bibliographiques. Il est recommandé d'utiliser les modèles {{Ouvrage}}, {{Chapitre}}, {{Article}}, {{Lien web}} et/ou {{Bibliographie}}. Le mode d'édition visuel peut mettre en forme automatiquement les références.
- Insérer une infobox (cadre d'informations à droite) n'est pas obligatoire pour parachever la mise en page.

Pour une aide détaillée, merci de consulter Aide:Wikification.
Si vous pensez que ces points ont été résolus, vous pouvez retirer ce bandeau et améliorer la mise en forme d'un autre article.
Erendiz Atasü est un écrivain, académicien et critique littéraire turc. C'est une écrivaine féministe qui a écrit des œuvres dans les genres histoires, romans et essais.

## Biographie
Erendiz Atasü est né à Ankara en 1947. Elle est diplômé de la Faculté de Pharmacie de l'Université d'Ankara en 1968. Après avoir travaillé pendant de nombreuses années comme membre du corps professoral de la même faculté, elle a pris sa retraite en tant que professeur de pharmacognosie en 1997,.
Erendiz Atasü a commencé sa carrière d'écrivain en Angleterre, où il s'est rendu en 1971 pour améliorer ses connaissances professionnelles. Elle était chercheur invité et boursier à l'Université de Londres. Elle a expliqué la raison pour laquelle il a écrit dans une interview; Elle l'a exprimé comme étant un étranger dans un autre environnement culturel, un choc culturel et un mal du pays,.
L'auteur a profondément remis en question la discrimination de classe et de genre dans le monde de l'histoire, basée sur la "position des femmes" et romancée avec la conscience de la féminité. Reflétant les différents mondes de personnages féminins issus de différentes classes sociales, Atasü a traité dans ses œuvres des troubles, des contradictions et des conflits internes vécus par les femmes intellectuelles de la classe moyenne urbaine, notamment en raison de leurs rôles d'amante, d'épouse et de mère,.
Ses histoires, écrites avec une conscience féministe, ainsi que ses essais et articles sur le monde de la littérature, la liberté des femmes, la société laïque et les révolutions républicaines sont publiés dans des journaux et magazines tels que Sanat Kitap 81, Düşün, Adam Öykü, Çağdaş Türk Dili. , Varlik, Cumhuriyet Kitap.

## Travaux

### Essay
- Benim Yazarlarım (2000)
- Kadınlığım, Yazarlığım, Yurdum (2001)
- İmgelerin İzi (2003)
- Kavram ve Slogan (2004)

### Roman
- Dağın Öteki Yüzü (1995)
- Gençliğin O Yakıcı Mevsimi (1999)
- Bir Yaşdönümü Rüyası (2002)
- Açıkoturumlar Çağı (2006)

### Historie
- Kadınlar da Vardır (1983)
- Lanetliler (1985)
- Dullara Yas Yakışır (1988)
- Onunla Güzeldim (1991)
- Taş Üstüne Gül Oyması (1997)
- Uçu (1998)

## Prix
- 1996 - Prix du roman Orhan-Kemal (Dağın Öteki Yüzü)
- 1997 - Prix de la nouvelle Yunus Nadi (Taş Üstüne Gül Oyması)
- 1998 - Prix Haldun Taner pour la nouvelle (Taş Üstüne Gül Oyması)